# 加拿大戰役
加拿大戰役（英語：Canadian campaign），是指美國獨立戰爭時期1775年至1776年間北美反叛民兵及美國攻打英國魁北克省的連串戰事。又稱為遠征加拿大、入侵加拿大（英語：Invasion of Canada）、入侵魁北克（英語：Invasion of Quebec）。
1775年4月，列星頓和康科德戰役爆發，麻薩諸塞灣省的反叛者與英國開戰，並在5月指派民兵攻佔提康德羅加堡，干擾麻薩諸塞與英屬魁北克省之間的通訊。當時大陸會議希望阻止英國由魁北克省南下進攻，並且相信魁北克省居民會呼應叛亂，最後決定派軍進侵魁北克。
1775年9月，大陸軍兵分兩路北伐。西路軍隊沿尚普蘭湖北上，在11月攻陷聖讓恩堡，並佔據蒙特利爾；至於東路軍則由班奈狄克·阿諾德帶領遠征魁北克。兩支軍隊會合後，在12月開始魁北克圍城戰役，卻在攻城戰遭到失敗，及後只能勉強繼續圍城。
1776年5月，英國援軍開始從海路抵達魁北克市，飽受戰損及疫病困擾的大陸軍只好解除圍城，雙方形勢逐漸逆轉。6月英軍發動反攻，並在三河市之戰取勝，將大陸軍趕回尚普蘭湖。同年10月，英軍在瓦庫爾島戰役摧毀美軍大部分的水上艦艇，美國喪失入侵加拿大的能力，加拿大戰役就此告終。當時美國在紐約戰場遭受重創，英軍若從尚普蘭湖一舉南下，則美國革命有瓦解之憂。不過魁北克省總督蓋伊·卡爾頓爵士為免在寒冬南征，而把軍隊撤回魁北克過冬。要到1777年，英軍才發動薩拉托加戰役，沿尚普蘭湖南侵。

## 背景及前奏
1775年，北美十三州殖民地為抵抗《強制法案》，其中十二個州（喬治亞州未有出席）在1773年9月召開第一次大陸會議，支持麻薩諸塞灣省反抗法案，開啟殖民地合眾為一的濫觴。不過，反叛者在英屬北美殖民地，並未佔盡上風。效忠派在北美各個殖民地仍然勢力龐大，其中以新斯科舍最為顯著。此外，大部分殖民者更未有正式表態，似乎仍然保持中立。
為增加影響力，反叛者便向其他殖民者爭取支持。1774年10月，大陸議會向魁北克省發佈了第一封《敬告加拿大人民書》，邀請魁北克鄉鎮議會選出代表，前來參加大陸議會，共襄應對英國苛政之法。大陸議會的成員相信，魁北克省的人民非常同情南方州分，並且願意提供協助。不過魁北克省居民的反應並不熱烈，也沒有派出代表南下。
1775年4月，列星頓和康科德戰役意外爆發，反叛者與英國逐步陷入戰爭。一個月後，麻薩諸塞灣自治政府為保安全，委派班奈狄克·阿諾德及綠山兄弟的伊頓·阿倫，各自帶兵攻佔提康德羅加堡，干擾了英國南北之間的通訊路線。此時第二次大陸會議仍希望說服魁北克省人民加入抗爭，而又發佈第二封《敬告加拿大人民書》，但魁北克省居民的反應仍然冷淡。
1775年5月，議會開始傾向以武力入侵魁北克省。首先，大陸議會及麻薩諸塞的信差，曾經多次路過英軍要塞，發現英國守兵薄弱。第二，波士頓之圍陷入僵持狀態，議會開始擔心英軍從加拿大南下夾擊。第三，五大湖及黎塞留河區域，素為北美重要的糧食出產區域，對革命軍有重要經濟價值。故此議會不但決定保留提康德羅加堡，並開始籌備進攻加拿大。
至於英國方面，魁北克省總督蓋伊·卡爾頓自失去提康德羅加堡後，已著手籌備防守。當時魁北克省只有約700名正規軍，而且分散各地。故此，卡爾頓一方面向民間招募民兵，另一方面又向易洛魁聯盟招手，同時又徵召七年戰爭時期的蘇格蘭高地步兵重新入伍。不過，魁北克省的居民同樣沒有積極入伍；易洛魁聯盟盡力保持中立，只有數個部族有派戰士協助偵察；重新編組的蘇格蘭步兵，也未能即時投身戰鬥。

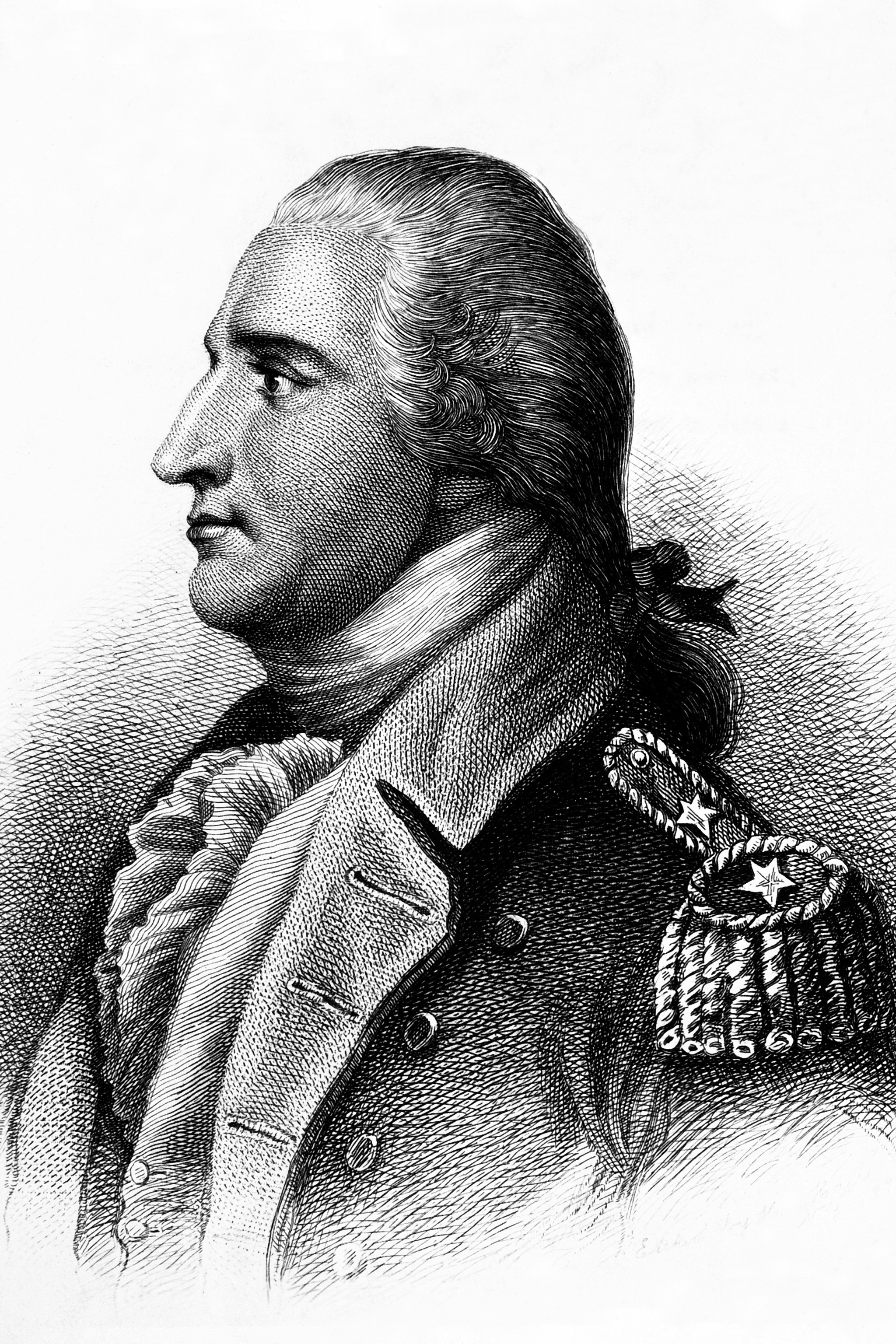
班奈狄克·阿諾德畫像。阿諾德是制訂遠征加拿大方案的重要軍官，並帶領東路軍隊翻山前往魁北克市。
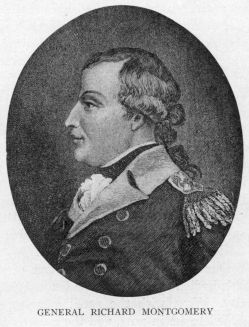
理查德·蒙哥馬利畫像。蒙哥馬利代替患病的菲力·斯凱勒，帶領西路軍隊出征，最後卻在魁北克市戰死。
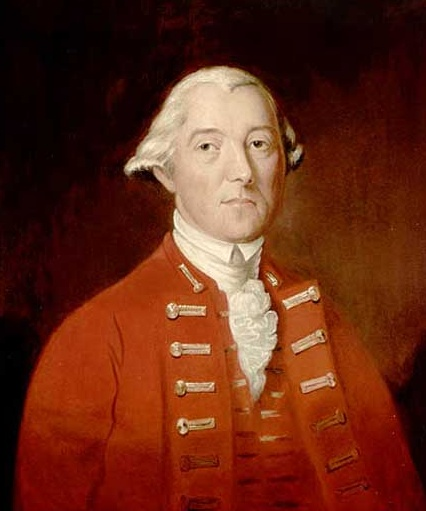
魁北克省總督（英语：Governor of Quebec）蓋伊·卡爾頓畫像。在加拿大戰役期間，卡爾頓負責指揮及部署英國軍隊，同時兼管民政。

## 戰事爆發

### 大陸軍攻勢

1775年9月至12月期間，大陸軍分成兩路入侵魁北克省的路線圖。

1775年6月，大陸議會根據班奈狄克·阿諾德的建議，制訂了入侵魁北克省的方案，卻任命菲力·斯凱勒少將帶領大陸軍出征。斯凱勒的部隊由西面的提康德羅加堡出發，取道尚普蘭湖、黎塞留河及蒙特利爾，然後沿聖勞倫斯河南下，攻打魁北克省首府魁北克市。
與此同時，沒有獲派出征的阿諾德，親自前往劍橋，向總司令華盛頓提交第二份進攻方案。阿諾德提議由東面的肯尼貝克河出發，向北翻越阿帕拉契山脈的分水嶺，然後順流而下，直接抵達魁北克市對岸。適逢當時波士頓戰場在邦克山戰役後陷入僵局，阿諾德成功編組一批踴躍欲戰的民兵，以另一路線出發。
大陸軍的兩路軍隊，都在9月開始出發。由於斯凱勒因病不能前行，西路軍隊改由理查德·蒙哥馬利指揮。這支超過1,500人的部隊，在9月17日開始包圍聖讓恩堡。雖然伊頓·阿倫在長岬之戰因魯莽而被俘，但聖讓恩堡圍城戰在11月3日仍以英軍投降結束。大陸軍不但俘虜了大批英國正規軍，更幾乎俘虜卡爾頓總督。蒙特利爾也在11月13日被大陸軍攻佔。至於東路軍隊則由阿諾德帶領遠征魁北克，歷盡艱辛之下，最終有600人在11月9日成功抵達魁北克市對岸。兩路軍隊行進期間，都獲得部分當地居民支持，西路軍隊更成功招募民兵，並編組了第1加拿大步兵軍團。

### 英軍佈防及魁北克市戰役

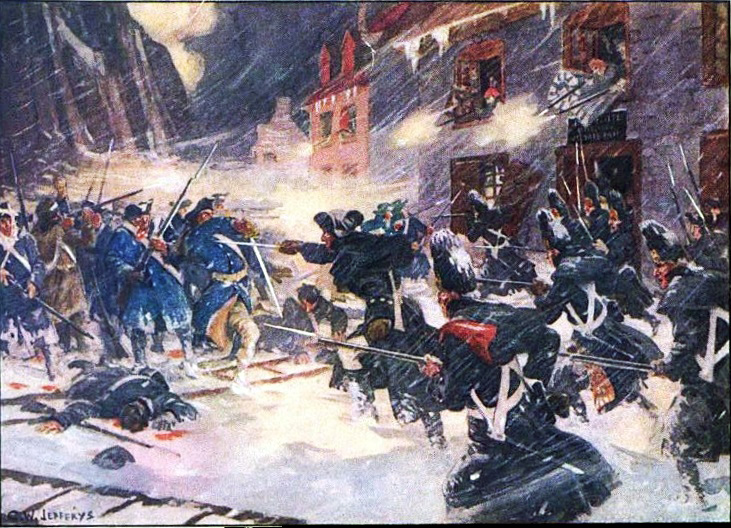
1775年12月31日，大陸軍發動魁北克市攻城戰，卻以失敗告終。圖為英軍與大陸軍在魁北克市巷戰情境。

卡爾頓返回魁北克市後，下令徵召所有健壯男丁入伍，不從者將視為叛軍間諜，悉數驅逐出城。與此同時，蘇格蘭高地步兵也趕抵魁北克市，令到全市的守兵增至約1,800人。
當英軍防守力量增強之際，大陸軍的實力卻有所削弱。第一，民兵的志願服役期限陸續屆滿，部分民兵開始自行解散；第二，大陸軍的後方補給不足，難以在冬季作持久戰；第三，大陸軍開始爆發疫病，其中以天花的殺傷力最為強勁。當大陸軍在12月開始包圍魁北克市、引發魁北克戰役之時，大陸軍的兵力只有約1,200人左右。此外，大陸軍欠缺攻城武器，又無法斷絕魁北克市的補給，結果反而陷於劣勢。
1775年12月31日，大陸軍發動攻城戰，卻以失敗告終。蒙哥馬利在攻城時陣亡，阿諾德負傷撤退，而丹尼爾·摩根等數百人更被英軍俘虜。
1776年初，大陸軍繼續勉強保持圍城，並向後方催促援軍。卡爾頓雖然在兵力上佔有優勢，但決定繼續固守，等待從海路而來的英國援軍。這段時間，雙方均積極爭取地方居民支持，雙方的民兵更曾在聖皮埃爾之戰爆發小規模衝突，但對大局影響不大。終於到1776年5月初，英國首批軍艦抵達魁北克市，大陸軍倉卒撤退，魁北克戰役以英軍勝利作結。

### 英軍反攻

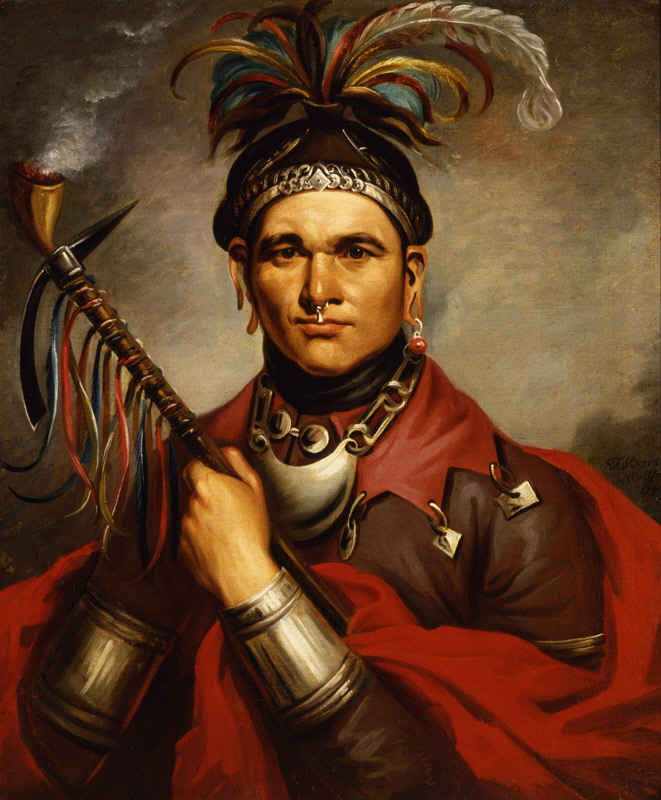
塞內卡人酋長「種粟者」。塞內卡人為易洛魁聯盟的一支，雖然易洛魁人起初在獨立戰爭在保持中立，但各部族仍有戰士臨時加入英軍及大陸軍作戰。種粟者的塞內卡人很可能在加拿大戰役時幫助英國作戰。

魁北克戰役後，卡爾頓忙於重建管治秩序，同時等待更多援軍，並沒有加快反攻。這使阿蘭·麥克林等軍官認為卡爾頓過於被動，而貽誤戰機。
與此同時，大陸軍雖然陸續有援軍從後方抵達，卻開始在魁北克省喪失支持。首先，大陸軍經常以大陸議會發票作為貨幣，向當地居民購買物資，但這些發票本身卻不具價值，而且難以追討。第二，大陸軍並沒有改進英國政府的管治不足，反而實行軍法統治，使各地居民日益傾向支持殖民政府。第三，管治蒙特利爾的大衛·烏斯特准將，為免當地商人與印第安人勾結，不再向商人簽發貿易准許証，令到蒙特利爾的毛皮商人損失慘重。
大陸議會在1776年2月，派出富蘭克林、查爾斯·卡羅爾及塞繆爾·蔡斯三名專員，調查魁北克人為何未有呼應美國革命。不過專員開始簽發貿易准許証後，蒙特利爾即有商人與印第安人聯絡，為戍守西境的英軍穿針引線。5月中旬，一支以易洛魁人為主的英國部隊在蒙特利爾西郊出現，並在色達斯之戰俘獲大批戰俘，最後僅因易洛魁人中途離隊，而被迫與出城迎擊的阿諾德簽訂交換戰俘協議。
1776年6月，英軍開始沿聖勞倫斯河北上反攻。受錯誤情報誤導，卡羅爾及蔡斯兩名專員認為英國援軍有限，力主派兵再次進攻，結果在6月8日三河市之戰遭到英軍伏擊。戰事前後，大陸軍先有約翰·湯馬士准將因天花病死，再有威廉·湯普森准將被俘。英軍獲勝後即開始追擊，迫使約翰·沙利文及阿諾德急忙撤出索雷爾及蒙特利爾，回到提康德羅加堡。蒙特利爾在18日回歸英國管治。

### 美軍拖延

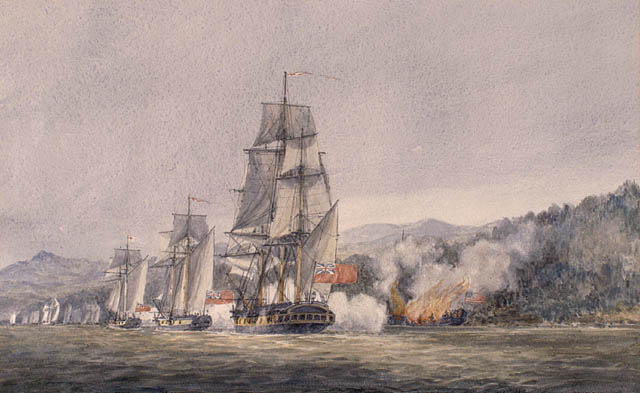
瓦庫爾島戰役期間，美軍的皇家野人號擱淺焚毀，並遭到英軍炮擊。英軍雖然在水戰取得勝利，卻因寒冬來到而沒有向南再作推進，美軍的拖延策略因此奏效。

阿諾德及沙利文撤走時，將黎塞留河及尚普蘭湖北部的艦艇全數徵用銷毀。由於聖勞倫斯河的軍艦不能直接駛進尚普蘭湖，加上魁北克省與紐約州之間只有水路最為方便，故此英軍並不能加以追擊。
1776年7月至10月期間，英國與新近宣佈獨立的美國俱在尚普蘭湖加緊建造艦艇。由於英軍物資較為豐盛，其艦隊實力遠較美軍為佳。到1776年10月11日，雙方艦隊爆發瓦庫爾島戰役。英軍雖然在戰鬥獲勝，並摧毀美軍大部分的船艦，使其失去進侵魁北克省的能力，加拿大戰役就此告終。不過，阿諾德及大部分美軍士兵俱成功逃走。當英軍迫近提康德羅加堡之時，寒冬季節又再來到。卡爾頓最終選擇回到魁北克省過冬。

## 後續影響
儘管加拿大戰役以美國失敗告終，但英國也因此備受美國拖延，要到1777年才發動薩拉托加戰役南侵。卡爾頓因此被約翰·伯戈因猛烈批抨，指他行事不夠進取；再加上殖民地大臣第一代薩克維爾子爵喬治·熱爾曼對卡爾頓心有不滿，故此便將薩拉托加戰役交由伯戈因指揮，而卡爾頓也因而辭去魁北克省總督一職。
另外，當瓦庫爾島戰役結束後，美軍已在紐約戰場遭受重創，需要更多援兵。這使大量駐守提康德羅加堡的士兵被調回新澤西部署。及後大陸議會雖然仍有計劃再次入侵魁北克省，但最終因軍力不足而未有執行。魁北克省要到1812年戰爭才再遭到美國入侵。